# Паралимпийское фехтование

Паралимпийское фехтование

Паралимпийское фехтование — вид спорта, в котором соревнуются инвалиды с нарушением опорно-двигательного аппарата.
Современная история реабилитации фехтованием начинается с 1952 года, когда данный вид спорта стал доступным и для людей, пользующихся инвалидными креслами. С 1960 года фехтование было включено в программу Паралимпийских игр, где разыгрывается 15 комплектов олимпийских наград. С этого времени среди паралимпийцев регулярно проводятся чемпионаты мира и Европы, а также Кубки мира. В соревнованиях по паралимпийскому фехтованию, или, как его ещё называют, фехтование в инвалидных колясках, принимают участие атлеты с поврежденным спинным мозгом, ампутированными конечностями и другими травмами.

## История
В 1780 году доктор Тиссо (Франция) разработал методику, которую описал в книге под названием «Медицинская хирургическая гимнастика в гигиеническом аспекте. Упражнения с оружием». А в 1895 году француз Селестин Леконт разработал теорию, согласно которой занятия фехтованием обладают большим лечебным эффектом. Он описал пятнадцать болезней, вылеченных с помощью этого вида спорта.
Современная история паралимпийского фехтования начинается с 50-х годов прошлого века, когда сэром Людвигом Гатманном была предложена идея этой спортивной дисциплины. В те годы прошли и первые официальные соревнования по этому виду спорта.
В 1960 году фехтование было включено в программу первых Паралимпийских игр в Риме. С тех пор среди паралимпийцев регулярно проводятся чемпионаты Европы и мира, разыгрываются Кубки мира. И если в 1960 году в Риме фехтовальщики-паралимпийцы соревновались в трех видах: в личных и командных соревнованиях по сабле среди мужчин и в личных соревнованиях по рапире среди женщин, — то в 2004 году, на Паралимпийских играх в Афинах, они разыграли в общей сложности 15 комплектов наград в категориях «A» и «B» (представители категории «C» в Играх не участвуют). И мужчины, и женщины разыгрывают личное и командное первенство по рапире и шпаге, соревнования по сабле проводятся только среди мужчин. Командные соревнования имеют открытый характер — в них могут участвовать как представители категории «А», так и спортсмены, относящиеся к категории «В».
С развитием соответствующей техники менялись и правила соревнований. В отличие от классического фехтования, здесь бой ведется в статичном положении на дорожке длиной 4 метра, при этом коляски при помощи специальных металлических конструкций фиксируются на месте. По правилам, тот из участников боя, у кого короче руки, выбирает дистанцию, на которой будет идти поединок. Во время схватки фехтовальщик должен держаться свободной рукой за кресло. Правилами не разрешается также приподниматься в кресле или отрывать ноги от подножки.

## Паралимпийское фехтование в России
Паралимпийское фехтование в России начало развиваться в 2005 году. В феврале, на заседании исполкома Федерации фехтования России (ФФР), была создана комиссия ФФР по паралимпийскому фехтованию, которую возглавила Елена Белкина. Через полтора года, в августе 2006, был проведен Первый чемпионат России по паралимпийскому фехтованию, в котором приняли участие спортсмены с нарушением опорно-двигательного аппарата.
В сентябре 2005 года в Москве и Уфе были набраны первые две группы будущих паралимпийцев и уже в декабре проведён первый Кубок России. В марте 2006 года на международном «Московская сабля» (недоступная ссылка) паралимпийцы продемонстрировали свои первые показательные бои. Наше молодое паралимпийское фехтование набирает силу: оно уже появилось во многих городах России. В апреле 2006 года состоялся 2-й Открытый Кубок России на призы международного благотворительного фонда «За будущее фехтования». В нём участвовало 30 спортсменов с Украины, из Белоруссии и 10 городов России. На этом турнире был проведен судейский семинар с последующим экзаменом для тренеров-судей. Подготовил и провел семинар Иозиф Надь из Венгрии, руководитель судейской комиссии из Всемирного Паралимпийского комитета по фехтованию.

## Правила
Спортсмены фехтуют на электрооборудовании, сидя в закрепленных колясках, на дистанции вытянутой руки с оружием (рапирой, саблей, шпагой). Все остальные правила судейства не отличаются от обычного фехтования.
У рапиристов и саблистов поражаемая поверхность такая же, как в «обычном» фехтовании, у шпажистов — все тело выше пояса. Попадания регистрируются с помощью электрофиксатора. Укол в поражаемую поверхность приносит очко.
Мужчины и женщины фехтуют на шпагах, саблях и рапирах. Судейство в паралимпийском фехтовании проходит по правилам ФИЕ.

## Классификация
Принадлежность к той или иной категории определяется характером заболевания и связанной с ним степенью подвижности спортсмена:
- к категории «А» относятся атлеты с ампутацией нижних конечностей и детским церебральным параличом (ДЦП);
- к категории «В» — спортсмены с травмами грудного отдела позвоночника;
- к категории «С» — фехтовальщики с травмами шейного отдела позвоночника.

Перед соревнованиями паралимпийцы в обязательном порядке проходят медицинское освидетельствование.